# Chapelle de Kerfons-en-Kerfaouës
La chapelle de Kerfons-en-Kerfaouës est située à Ploubezre en France.

## Localisation
La chapelle est située sur la commune de Ploubezre dans le département des Côtes-d'Armor, dans la région Bretagne.

## Description
La chapelle a la forme d'un tau, le vaisseau étant flanqué au nord et au sud de deux chapelles en ailes, plan classique des monuments religieux du Trégor. La nef et la chapelle nord sont de style ogival flamboyant et la chapelle méridionale de style Renaissance. Elle fut détruite au XIVe siècle pendant la guerre de succession de Bretagne, et reconstruite au XVe siècle. 
La partie la plus remarquable se trouve à l'intérieur de la chapelle avec un jubé sculpté en bois polychrome de style gothique flamboyant daté de 1485. Il est l'œuvre d'un atelier morlaisien. La tribune est décorée de quinze panneaux représentant les douze apôtres, sainte Barbe, sainte Marie Madeleine et le Christ. Il comprend cinq arcatures en arc brisé aigu séparées par des colonnes torsadées. Il a conservé un escalier à vis. Le mobilier comprend plusieurs belles statues dont une de l'Annonciation, un maître-autel et un retable du XVIIe siècle,.

## Historique
Le sanctuaire, fondation des seigneurs de Coatfrec (ou Coëtfrec), date des XVe siècle et XVIe siècle.
La chapelle est classée au titre des monuments historiques par arrêté du 8 juillet 1910.

## Galerie

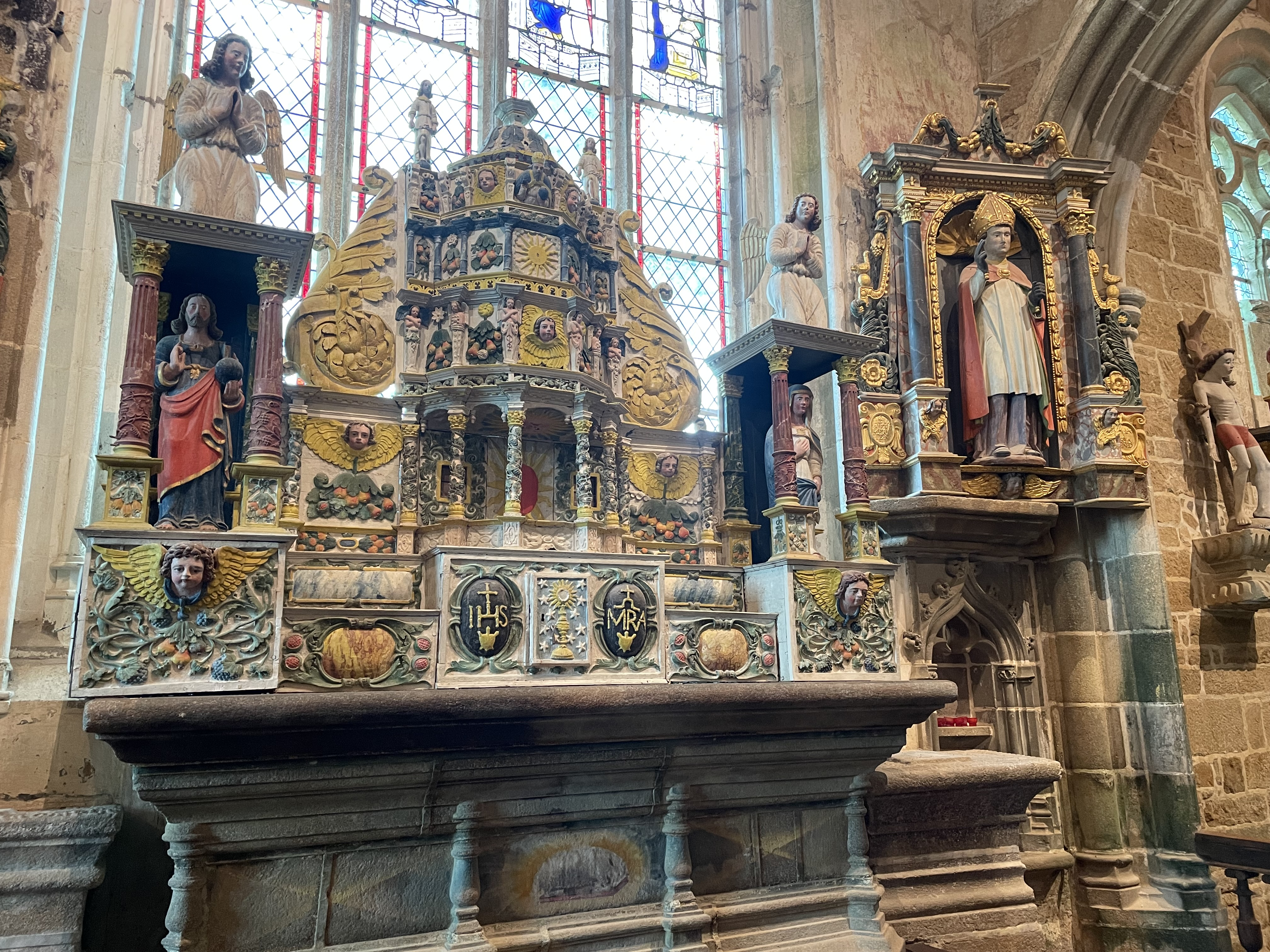
Chœur et autel baroque.
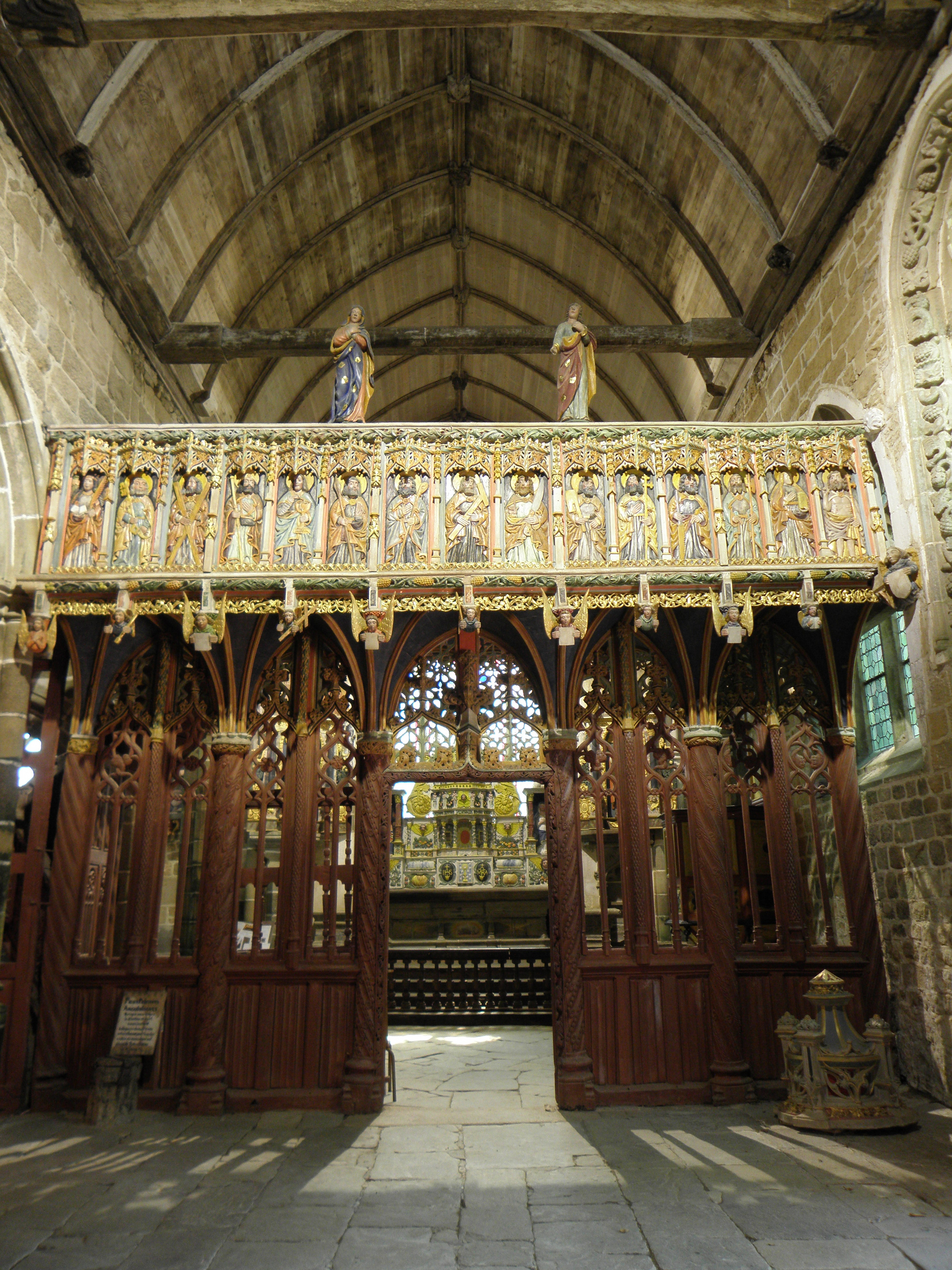
Jubé coté nef où se trouvent les fidèles .
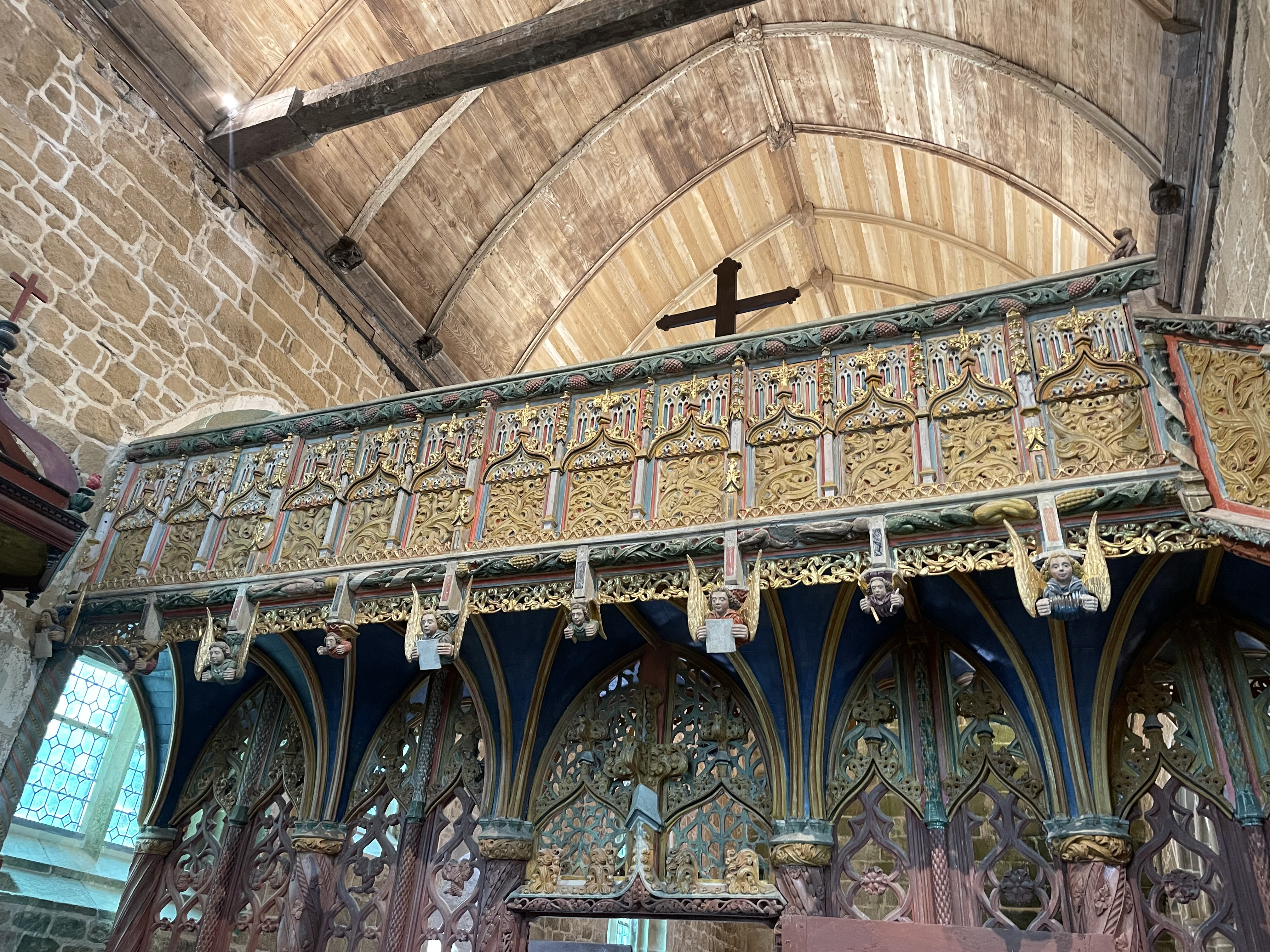
Jubé coté chœur.
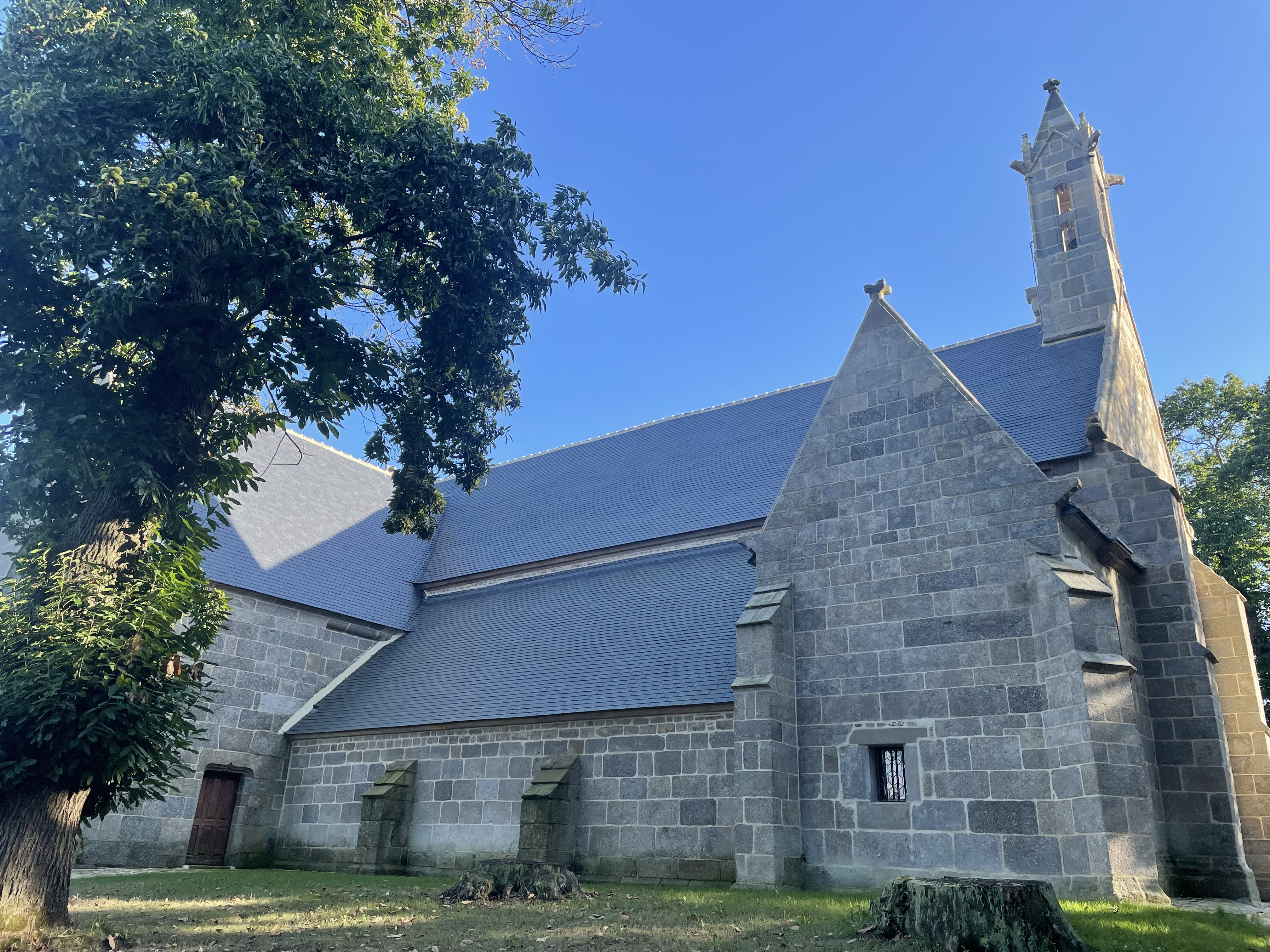
Chapelle de Kerfons coté vallée du Léguer. Après la restauration de 2023.